# 리처드 그린햄
리차드 그린햄(영어: Richard Greenham; 1542-1594)은 케임브리지 대학교에서 1559년 입학, 1564년에 졸업, 석사학위를 1567년에 수여받았다. 1570년에는 캠브리지로부터 5마일에 있는 드라이 드레이톤에 있는 교회의 목사로 부임하였다.
그가 청교도로서 훌륭한 업적은 십계명에 있는 제 4계명 안식일을 왜 거룩하게 지켜야 하는가에 대한 논증이었다. "영국의 안식일에 대한 숙고의 기원들"은 1599년 그의 사망후 출판되었다.
교육은 그의 주된 사역이었다. 그는 주일에 설교를 듣기 전, 평일 날 모여 교리교육을 시키는 것이 사람들의 마음을 준비케 하는 데 필수적이라고 가르쳤다. 이런 교리교육은 교리를 이해하기 쉽게 하고, 반복을 통해서 내면화시키는 것을 목적으로 하였다. 존 칼빈 보다 마틴 루터의 가르침을 따라 십계명을 먼저 가르쳐 그가 죄인임을 깨닫게 하도록 하였다.

## 가정에서의 신앙교육
그린햄은 가정을 작은 교회로 불렀다. 그는 하나님의 교회가 계속 유지되기 위해서는 가정에서도 교회사역이 유지되어야 함을 강조하였다. 가정에서, 남편은 가정의 머리와 목회자로 말씀을 가르치고, 설교하며, 훈육하는 역할을 강조하였다.
1. ↑  《Puritan papers》. Phillipsburg, N.J.: P & R Pub. ©2000-©2005. 147쪽. ISBN 0-87552-466-4.